# Lestes patricia
Lestes patricia là loài chuồn chuồn trong họ Lestidae. Loài này được Fraser mô tả khoa học đầu tiên năm 1924.